# Hemichromis cerasogaster
Hemichromis cerasogaster är en fiskart som först beskrevs av Boulenger, 1899.  Hemichromis cerasogaster ingår i släktet Hemichromis och familjen Cichlidae. IUCN kategoriserar arten globalt som starkt hotad. Inga underarter finns listade i Catalogue of Life.